# Zeche Wiendahlsnebenbank
Die Zeche Wiendahlsnebenbank in den Dortmunder Stadtteilen Kruckel und Kirchhörde ist ein ehemaliges Steinkohlenbergwerk. Das Bergwerk war auch unter den Namen Zeche Wiendahlsnebenbanck, Zeche Wiendahls Nebenbank und Zeche Wiendahlsnebenbank & Erbstolln bekannt.

## Geschichte

### Die Anfänge
Im Jahr 1750 war das Bergwerk bereits in Betrieb. Im Jahr 1783 wurde das Längenfeld des späteren Bergwerks vermessen. Noch im selben Jahr wurde am Bahnbachtal ein Stollen angesetzt. Später wurde bachabwärts ein zweiter Stollen angesetzt. Im 18. Jahrhundert wurde das Feld durch den Johannes Erbstollen gelöst. Im Jahr 1796 fand der Betrieb des Bergwerks im Bereich am Neuen Schacht statt. Im Jahr 1800 fand der Betrieb des Bergwerks am Schacht Neuhoff statt. Im Jahr 1805 waren die Schächte Henderich und Hermann in Förderung. In der Zeit vom 11. Mai bis zum 5. Juni des Jahres 1807 wurden vier Flöze verliehen. Im Jahr 1810 war der Schacht Henderich in Betrieb. Im Jahr 1815 war das Bergwerk noch in Betrieb. Im Jahr 1820 wurde nur aus dem Glückauf Erbstollen das Stollort aufgefahren. Im Jahr 1825 wurde wieder im Bereich der Schächte Feldschacht und Henderich abgebaut. In der Zeit von April bis Oktober des Jahres 1830 lag das Bergwerk in Fristen. Nach Oktober wurde das Bergwerk nur zeitweise betrieben.

### Die weiteren Jahre
Im Jahr 1835 lag das Bergwerk erneut in Fristen, ab September desselben Jahres wurden Reparaturarbeiten durchgeführt. Auch im Jahr 1836 fanden weiterhin Reparaturarbeiten statt. Die Arbeiten wurden auf den Johannes Erbstollen ausgedehnt. Im Jahr 1838 wurden im Johannes Erbstollen nur Erhaltungsarbeiten getätigt. Anfang des Jahres 1840 wurden im Bergwerk nur Erhaltungsarbeiten durchgeführt. Ab März desselben Jahres fanden im Bergwerk wieder Ausrichtungsarbeiten statt. Ab Dezember des darauffolgenden Jahres wurde wieder Kohle abgebaut. Im Jahr 1845 wurde im Bereich von Schacht Ludwig abgebaut. Im Jahr 1852 waren zwei Schächte in Förderung. Im selben Jahr wurde mit dem Abbau von Kohleneisenstein begonnen. Dieses Erz wurde für den Hörder Verein abgebaut. Im Jahr 1855 waren die Kohlenvorräte über der Erbstollensohle des Glückauf Erbstollens abgebaut. Noch im selben Jahr wurde die Zeche Wiendahlsnebenbank stillgelegt. Im Jahr 1903 fiel die Berechtsame an die Zeche Gottessegen.

## Förderung und Belegschaft
Die ersten Förderzahlen stammen aus dem Jahr 1830, es wurde eine Förderung von 7195 Scheffeln Steinkohle erbracht. Im Jahr 1833 sank die Förderung auf 2553 Scheffel Steinkohle. Im Jahr 1837 wurde mit zwei Bergleuten eine Förderung von 78 Scheffeln Steinkohle erbracht. Im Jahr 1841 lag die Förderung bei 111 ⅜ preußischen Tonnen Steinkohle. Im Jahr 1845 wurde eine Förderung von 126.402 Scheffeln Steinkohle erbracht, die Belegschaftszahl lag in diesem Jahr bei 30 bis 50 Beschäftigten. Die letzten bekannten Zahlen des Bergwerks stammen aus dem Jahr 1855, mit vier Beschäftigten wurden rund 10.000 Scheffel Steinkohle gefördert.